# Marco Aurelio Robles
Marco Aurelio Robles (né le 8 novembre 1905 à Aguadulce, dans la province de Coclé et mort en 1990 à Miami) est un politicien panaméen, ministre de la justice (1960-1964) et président du gouvernement panaméen (1964-1968). Ce dernier mandat s'est caractérisé par la corruption et la répression de la classe ouvrière.

## Biographie
Robles, dirigeant du Parti libéral national, est ministre de la Justice sous la présidence de Roberto Chiali (1960-1964). Élu président de la République panaméenne en 1964, il négocie un nouvel accord avec les États-Unis en 1965 pour rétablir leurs relations interrompues un an plutôt à cause de graves troubles dans la zone du canal de Panama.
Accusé de détourner des fonds publics pour financer la campagne présidentielle de son successeur désigné, David Samudio Avila, il est destitué par l'Assemblée nationale le 25 mars 1967. Il se maintient au pouvoir grâce à l'appui de la garde nationale jusqu'aux élections qui donnent la victoire à Arnulfo Arias en mai 1968.

## Sources
- Panama - Gouvernements- Partis politiques- Élections
- Biographie de Marco Aurelio Robles
- SomosPanama.com
- Deux présidents pour un canal (Panama)